# Hawaiian Ocean View
Hawáian Ocean View es un lugar designado por el censo ubicado en el condado de Hawái en el estado estadounidense de Hawái. En el año 2000 tenía una población de 2.178 habitantes y una densidad poblacional de 8.2 personas por km².

## Geografía
Hawáian Ocean View se encuentra ubicado en las coordenadas 19°6′28″N 155°46′2″O / 19.10778, -155.76722. Según la Oficina del Censo, la localidad tiene un área total de 275,8 km² (106,5 mi²), de la cual 264,2 km² (102 mi²) es tierra y 11,6 km² (4,5 mi²) (4.20%) es agua.

## Demografía
Según la Oficina del Censo en 2000 los ingresos medios por hogar en la localidad eran de $26.125, y los ingresos medios por familia eran $34.234. Los hombres tenían unos ingresos medios de $28.523 frente a los $20.938 para las mujeres. La renta per cápita para la localidad era de $15.218. Alrededor del 13.0% de las familias y del 25.2% de la población estaban por debajo del umbral de pobreza.